# Cantonul Sceaux
Cantonul Sceaux este un canton din arondismentul Antony, departamentul Hauts-de-Seine, regiunea Île-de-France, Franța.

## Comune
| Comune                            | Populație (1999) | Cod poștal | Cod INSEE |
| --------------------------------- | ---------------- | ---------- | --------- |
| Châtenay-Malabry, commune entière | 31.854           | 92.290     | 92 019    |
| Sceaux                            | 19.625           | 92.330     | 92 071    |